# De denker, de danser en de dromer
De denker, de danser en de dromer is de debuutroman uit 2007 van de Nederlands-Poolse schrijver Jack Allerts.  Het thema van het boek is rouwen.  De ik-figuur in het boek heeft een jaar geleden zijn 42-jarige vrouw verloren, moeder van hun 7-jarig dochtertje.  Naar verluidt heeft Allerts het boek geschreven naar aanleiding van het overlijden van zijn eigen vader. 
De lezer hoort Paul de Groot (de denker, de twijfelaar) aan het woord, afwisselend in het heden en het verleden. De Groot is kunstschilder en woont nu in het Normandische Vierville. Na het overlijden van zijn vrouw heeft hij al honderd doeken geschilderd voor een expositie in Barcelona.  Hij is alleen; met zijn ouders in Nederland heeft hij geen contact meer en zijn dochtertje is al een jaar bij familie in Parijs.  
Vele jaren eerder is Paul de Groot van Amsterdam naar Barcelona verhuisd op vraag van een Catalaanse kunsthandelaarster, Monica Iznata, die de zaak van haar overleden man verdergezet heeft. Paul wordt haar bestverkopende artiest; tussen hen hangt een erotisch geladen sfeer. Maar Rich Woods (de danser, het fuifnummer), een Amerikaanse kunstschilder, is degene met wie hij de stad verkent. Zo ontmoet hij ook Iza Rozanski, een Française van Poolse afkomst, die zijn vrouw wordt, en dat is niet echt naar de zin van zijn opdrachtgeefster.  
Zo kabbelt het boek verder, met Paul's herinneringen, gesprekken, beschouwingen, over liefde, verlies, rouw, kunst, ..., tot plots, bijna aan het einde, blijkt dat de twee overlijdens (met een tijdspanne van tien jaar ertussen) niet toevallig zijn.  Paul wil Monica op de expositie van zijn werk neerschieten.    